# Premis del Sindicat Nacional de l'Espectacle de 1975
Els trenta-cinquens Premis Nacionals de Cinematografia concedits pel Sindicat Nacional de l'Espectacle corresponents a 1975 es van concedir el 29 de gener de 1976 a Madrid. En aquesta edició els premis econòmics foren per dues pel·lícules i 1.500.000 pessetes, i un total de 265.000 pessetes als premis al millor director, guió, actor i actriu principal, actor i actriu secundaris, fotografia, decorats i música.

## Guardonats de 1975
| Categoria                | Premi         | Pel·lícula premiada                | Director                   |
| ------------------------ | ------------- | ---------------------------------- | -------------------------- |
| 1r premi                 | 1.000.000 pts | Furtivos                           | José Luis Borau            |
| 2n premi                 | 500.000 pts   | Los pájaros de Baden-Baden         | Mario Camus                |
| Millor director          | 45.000 pts    | Mario Camus                        | Los pájaros de Baden-Baden |
| Millor guió              | 45.000 pts    | Mario Camus i Manuel Marinero      | Los pájaros de Baden-Baden |
| Millor actriu            | 30.000 pts    | Teresa Rabal                       | Los buenos días perdidos   |
| Millor actor             | 30.000 pts    | José Luis López Vázquez            | Zorrita Martínez           |
| Millor actriu principal  | 20.000 pts    | Queta Claver                       | Los buenos días perdidos   |
| Millor actor principal   | 20.000 pts    | Pedro Díaz del Corral              | Pepita Jiménez             |
| Millor actriu secundària | 10.000 pts    | Elisa Montés                       | Ambiciosa                  |
| Millor actor secundari   | 10.000 pts    | Carlos Mendy                       | La Carmen                  |
| Millor labor de conjunt  | 10.000 pts    | Miguel del Castillo i Marta Flores |                            |
| Millor fotografia        | 25.000 pts    | José Luis Alcaine                  | Pepita Jiménez             |
| Millors decorats         | 20.000 pts    | José Antonio de la Guerra          | Pepita Jiménez             |
| Millors música           | 20.000 pts    | Antón García Abril                 | Los pájaros de Baden-Baden |